# August Lentz (Philologe)
August Lentz (vollständiger Name August Ferdinand Lentz; geboren am 21. Mai 1820 in Preußisch Stargard; gestorben am 11. Februar 1868 in Graudenz) war ein deutscher Klassischer Philologe und Gymnasiallehrer.
August Lentz studierte nach dem Besuch des Städtischen Gymnasiums in Danzig an der Albertus-Universität Königsberg Philologie. Zu seinen akademischen Lehrern gehörten Christian August Lobeck und Karl Lehrs, dem Lentz zeitlebens verbunden blieb. Im Jahr 1843 wurde er promoviert, am 25. Mai 1844 legte er sein Examen pro facultate docendi, den Vorläufer des Staatsexamens, mit der unbedingten Lehrfähigkeit in Philologie ab. Im Zeugnis bescheinigte ihm Lobeck eine „mehr als gewöhnliche Sicherheit im Verständnis der alten Schriftsteller“. Am Gymnasium in Elbing, das über eine herausragende Bibliothek verfügte, absolvierte Lentz sein Probejahr. Im Anschluss war er für neun Monate Hilfslehrer am „Erziehungs-Institut“ in Jenkau. Es folgten Anstellungen als Privatlehrer, bevor er 1847 Lehrer an der höheren Bürgerschule in Graudenz wurde. Hier unterrichtete er bis zu seinem Tod und wirkte mit Erfolg auf die Umwandlung der Schule in ein Gymnasium hin.
Durch das Studium insbesondere der alexandrinischen Philologie bei Karl Lehrs angeregt und auf dessen Vorarbeiten aufbauend, begann Lentz in Graudenz die Arbeiten an seinem bedeutendsten Werk: der ersten kritischen Gesamtausgabe der Schriften des Ailios Herodianos. Nach 14 Jahren intensiver, von Lehrs begleiteter und unterstützter Arbeit konnte 1867 der erste Band des monumentalen Werkes unter dem Titel Herodiani technici reliquiae. Vol. I. Praefationem et Herodiani prosodiam catholicam continens erscheinen. Der zweite Band befand sich im Druck, da erkrankte Lentz an Typhus und starb am 11. Februar 1868. Eugen Plew (1849–1879) brachte zusammen mit Karl Lehrs die Drucklegung zum Abschluss. Die erste Abteilung des zweiten Bandes, Reliqua scripta prosodiaca, pathologiam, orthographica continens, erschien 1868, die zweite Abteilung Scripta de nominibus verbis pronominibus et adverbiis et librum monadicorum continens zusammen mit den von Arthur Ludwich erstellten Indizes im Jahr 1870. Der Nachlass von August Lentz enthielt umfangreiches Material für eine kritische Ausgabe der Werke des Vaters Herodians, Apollonios Dyskolos, die Lentz wohl nach Abschluss der Arbeiten am Herodian in Angriff nehmen wollte.
Die kritische Herausgabe der Werke Herodians durch Lentz ist die bis heute maßgebliche Edition. Zitiert wird Herodian anhand dieser Ausgabe nach Bandnummer, Seitenzahl und Zeile.

## Publikationen (Auswahl)
- Herodiani technici reliquiae.

- Band 1: Praefationem et Herodiani prosodiam catholicam continens. Teubner, Leipzig 1867.
- Band 2,1: Reliqua scripta prosodiaca, pathologiam, orthographica continens. Teubner, Leipzig 1868.
- Band 2,2: Scripta de nominibus verbis pronominibus et adverbiis et librum monadicorum continens. Teubner, Leipzig 1870.